# 信義宗

路德玫瑰

信義宗，或稱路德宗（德語：Evangelisch-lutherische Kirchen），也称信義会、路德会、路德教派，為基督新教宗派之一，源自16世紀德國神學家馬丁·路德為革新天主教會發起的宗教改革運動，其神學思想成為改革運動的象徵。運動推行期間路德支持者雖與教宗及當時德國境內親聖座勢力發生各類衝突，但信義宗接受大公教會公認的三大信經《使徒信經》、《尼西亞信經》和《亞他拿修信經》。1580年，包括三大信經、《奧斯堡信條》《奧斯堡信條辯護論》《施馬加登信條》《論教宗權與首位》《路德大教理問答書》《路德小教理問答書》《協和信條》等認信文獻在內的《協同書》為信義宗教義奠下理論基礎。
信義宗教會強調“因信稱義”，認為罪人單單藉上帝所賜的信心信靠耶穌基督而得救，是完全出於上帝恩典，而不是出於人的善功、行為，這有別於天主教與東正教認為人要蒙恩得救除信心外亦必須加上足夠的善功（“補贖”）之教義 。另外，信義宗認為聖經是信徒信仰生活唯一權威，否定天主教等關於聖經與教會傳統具同等地位的教導。與很多新教改革宗教會不同，信義宗保留許多大公教會禮儀和習俗 ，更強調教會聖餐和洗禮的重要性，認為這兩個聖禮與聖經中的福音信息一樣，都是上帝祝福人、向人施恩典的工具。
現時全球約有8000萬至1億信義宗信徒，當中最大的國際性教會組織世界信義宗聯會（Lutheran World Federation）於1947年成立。1993年，另外兩個國際性組織，國際路德會（International Lutheran Council）與世界路德宗認信聯會（Confessional Evangelical Lutheran Conference）亦相繼成立。

## 历史

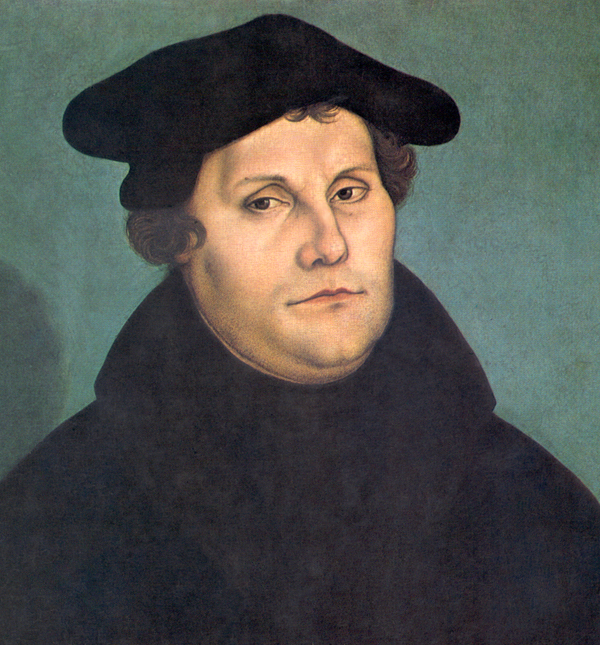
馬丁路德於1517年10月31日發動宗教改革

### 早期历史
天主教會在中世紀的腐化早為各歐洲邦國有識人士所不滿，當中，馬丁路德為反對教會售賣贖罪券，於1517年10月31日諸聖節前夕在威登堡張貼《九十五條論綱》，展開了宗教改革的序幕。
1517年至1520年间，马丁·路德通过出版书籍、小册子，凌厉抨击當時天主教會的腐敗、陋習，提出改革。很多基督教神学家都认同他的主张，他们也提出宗教理念平民化的诉求。马丁·路德遂得到来自社会各阶层的广泛支持，农人尊他为民族英雄，贵族起誓保护他，日耳曼各諸侯也希望借此摆脱罗马教会的势力，使内政得以独立。但马丁·路德因此得罪支持聖座的权贵，更是与教宗、神圣罗马帝国皇帝查理五世结怨。
1520年，为了解决路德的“问题”，教宗与天主教会向路德发出教宗印函，督命路德放弃主张，并致杀身威胁的言外之意。（此前，罗马教会曾以这种方法杀害过呼吁改革的人，如捷克的改革者杨·胡斯即被火刑烧死。）但1520年12月，路德拒絕收回變革主張，並与他的支持者们当众焚毁了这份印函。
1521年1月，教宗正式發教諭將路德處以破門律，而新繼任的神聖羅馬帝國皇帝查理五世亦同意要驱逐路德及其支持者，但幕僚力劝，认为路德在民众中声望殊高，所以若施以压制，会引起暴动。更重要的是，路德所在的薩克森公国的统治者腓特烈三世（智者腓特烈）坚拒让自己的臣民未经审判而被定罪。于是，路德受传召参加沃尔姆斯会议，罗马教会授意路德在会议上公开宣布放弃一己之见。然而，当着查理五世和罗马教会官员的面，路德说出了历史上著名的抗辩辞：
除非用聖經的明證或清晰的理性說服我，（我不能惟獨信任教宗和議會的權威，因為眾所周知，他們經常犯錯並且自相矛盾。）因我被自己援引的聖經所束縛，我的良心受上帝之道所左右，我不能夠也不願意撤銷任何東西，由於違心之事既不安全，也不適當。願上帝佑助我，阿們！
赴沃尔姆斯会议之前，路德曾获得安全来回的承诺，可是这承诺并不可靠——当年扬·胡斯遇害前亦有同等待遇。趁夜幕浓重，路德的支持者从沃尔姆斯协助他逃走，使他免于被囚甚至受刑。路德隐居了一段时间，一边继续写作、思考。发现路德出逃之后，查理五世发布沃尔姆斯法令，驱逐路德及其支持者，并将他们定为异端，路德的作品亦遭禁。

### 其他的宗教改革者
早於西元10世紀，由一位名叫鮑格米爾的修士所教導為核心的運動興起，對被稱為清潔派或阿爾比派的基督教派改革，產生了影響。這是盛行於西元12世紀法國南方的宗教改革派。
在路德运动中，其他的宗教改革者也推波助澜，如早期的领袖之一菲利普·墨兰顿（他是路德在维滕堡大学的同事）、烏利希·慈运理和约翰·喀尔文（喀尔文派的奠基人）。

### 宗教战争
原本在神学院内的学术交锋，现在已经泛化为社会与政治的冲突。路德与他的支持者将矛头直指西班牙国王（查理五世统治着低地国家、新大陆和神圣罗马帝国，而日耳曼地区亦属其中）与教宗，双方势均力敌。冲突愈演愈烈，在神圣罗马帝国的政治气氛之下，酿成宗教战争。
1526年，神圣罗马帝国的三政会在施派尔相商，作出如下协定：在常委会裁决路德的著作属性之前，沃尔姆斯法令不必强制执行，各公国领主可自主决定是否允许路德在领土内传道。到1529年，三政会在施派尔再作商议，推翻了上次的协定，无视各公国及自由城邦的异议。
路德派思想成为分离运动的象征。1530年，查理五世企图压制日益壮大的新教思潮，遂在奥古斯堡召开会议。在会上，菲利普·墨兰顿呈交了一份路德思想的摘要，这份文件史称奥古斯堡认信。几位日耳曼公国领主（后来又有其他国家的国王和诸侯加入）在文件上签字，为“路德派”教会辟领地。这几位诸侯于1531年结盟，施马尔卡尔登联盟成立。宗教战争的双方，即施马卡尔登联盟与查理五世辖下的神圣罗马帝国。
施马尔卡尔登战争結束後，查理五世致力在贏得的領土上推行羅馬基督教會的教條。然而，路德派運動所贏得的領土更為遼闊。1577年，路德派運動的第二代繼承人蒐集整理前人學說，為路德派教會的承傳奠下理論根基，這份文件世稱《協和信條》。到1580年，前後共十二份認信文（Confessions of faith）都歸集為《協同書》，流傳至今。
路德與其後繼者因聖座於1521年的逐教令被迫離開天主教會，反令點燃宗教變革之火的路德，被尊為宗教改革之父，歷史上更被視為新教之父。

## 教义

信义宗标志路德玫瑰

### 因信稱義
信義宗根據聖經認為，上帝創世之先，世界是完美和聖潔的。然而，當亞當及夏娃不服從上帝的命令，屈服於撒旦引誘之後，他們便失去了原有聖潔的形象。信義宗認為上帝的審判臨到他們：「你們必定死」（創世紀2:17）。信義宗神學指出，由於亞當及夏娃的原罪，從由那時起，所有的人都在罪孽受孕、出生（詩篇51:5），心裡只有惡念（創世紀8:21），「從肉身生的，就是肉身」（約翰福音3:6）。由於所有人均死在罪中與上帝隔絕（以弗所書2:1），他們不能藉自己的努力及行為與上帝和好。信義宗相信耶穌基督是父上帝差來，為要把人類從罪惡與懲罰中買贖回來。信義宗根據聖經認為上帝的兒子耶穌基督為承擔「我們眾人的罪孽」（以賽亞書53:6），在十字架上把自己獻上作贖罪祭，成為眾人的贖價（馬太福音20:28），因人類的罪的緣故而死，替代罪人死亡（哥林多後書5:21）。信義宗堅信耶穌復活，完全肯定了上帝已接納耶穌為代罪羔羊的確據（羅馬書4:25）。信義宗相信上帝已把所有罪人稱義（普世稱義），宣告所有罪人因着基督的緣故稱義，「因（耶穌）一次的義行，眾人也就被稱義得生命了」（羅馬書5:18）。信義宗認同這是聖經的核心信息，正是教會存在的意義。信義宗相信每個人藉着上帝所賜的信心領受這份禮物，而非藉着人的善行（以弗所書2:8,9）。路德信仰中所指稱義的「信」就是信賴基督及祂救贖的偉大工作，這「信心」緊守上帝在基督裏預備的救贖（羅馬書3:28;4:5）。信義宗堅信，雖然基督為所有人死，不以信心接受上帝赦罪的人將失去基督為他們贏取的贖罪（約翰福音8:24），「不信的，必被定罪」（馬可福音16:16）。
路德教會《施馬加登信條》清楚解釋「稱義」的概念，指出「因信稱義」是基督教信仰的核心：

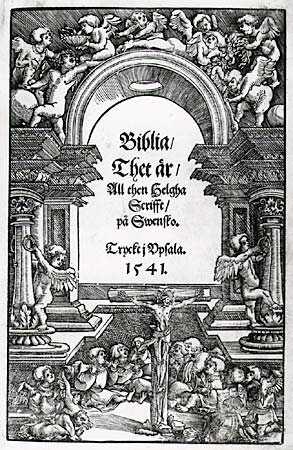
路德教會於1541年出版的瑞典文聖經

這是第一條，亦是最重要的條款：耶穌基督是我們的上帝和主，他受死，是為我們的過犯；他復活，是為叫我們稱義（羅馬書4：25）。唯獨祂是上帝除去世人罪孽的羔羊（約翰福音1：29），上帝使我們眾人的罪孽都歸在祂身上（以賽亞書53：6）。世人都犯了罪，卻蒙上帝的恩典，因基督的買贖，憑著耶穌的血，就白白地稱義（羅馬書5：23-25）。由於人必須相信這事，而不能以任何行為、律法或功勞獲得它，所以唯獨此信稱人為義，這是明確的真理…… 即使天、地及今世的事物都要毀滅，在此條款上都不會有甚麼退讓、妥協，更不會認同任何與此相違背的教導。

### 五個唯獨
信義宗教會藉「五個唯獨」（Five Solas）去陳述聖經當中上帝的真理，
- 唯獨恩典（Sola gratia）
- 唯獨信心（Sola fide）
- 唯獨聖經（Sola scriptura）
- 唯獨基督（Solus Christus）
- 唯獨榮耀上帝（Soli Deo gloria）

馬丁路德起初確立了「唯獨聖經」（聖經為教會信仰唯一權威）、「唯獨恩典」(罪人得救完完全全是上帝所賜的禮物)及「唯獨信心」（信心是人接受救恩的唯一方法）；其他改革者把這三個「唯獨」串連起來，指出聖經表明一切從上帝而來的恩典和真理，都是藉著信心的對象耶穌基督而有的，便成了第四個「唯獨」(「唯獨基督」)；信義宗教會認為信徒要一生「榮耀上帝」(意指讓上帝得到讚美)回應上帝的作為，這提倡進一步發展為第五個「唯獨」(「唯獨榮耀上帝」)。「五個唯獨」成為改革時期的重要理據，信義宗認為能以此理據，「憑藉各種的辨證，指出了教會在信仰及教義上種種錯誤」，恢復信仰純正。

### 聖經：律法與福音
路德宗信徒相信聖經是上帝給所有人無誤、完整的啟示，在對內牧養和對外宣教當中，教會都強調使用聖經所包含的兩大信息，就是「律法」和「福音」，信徒亦須清楚分辨兩者。
「律法」宣告在上帝眼中什麼是對、什麼是錯，律法並警告上帝因為罪（意即違背律法）要施行懲罰：
律法的主要作用或力量，乃是將遺傳罪及其各種後果表現出來，並指示人知道，他的本性如何墮落到極點及如何敗壞。
「福音」就是耶穌把人從罪惡中拯救出來的好消息，上帝的拯救表明了祂的愛。信義宗相信整本聖經是以耶穌基督為中心，指出在舊約聖經中上帝屢次應許一位把人從罪惡死亡拯救出來的神聖救贖者。另外上帝在新約聖經中宣告這應許的救贖者「道成肉身」，成為拿撒勒人耶穌：

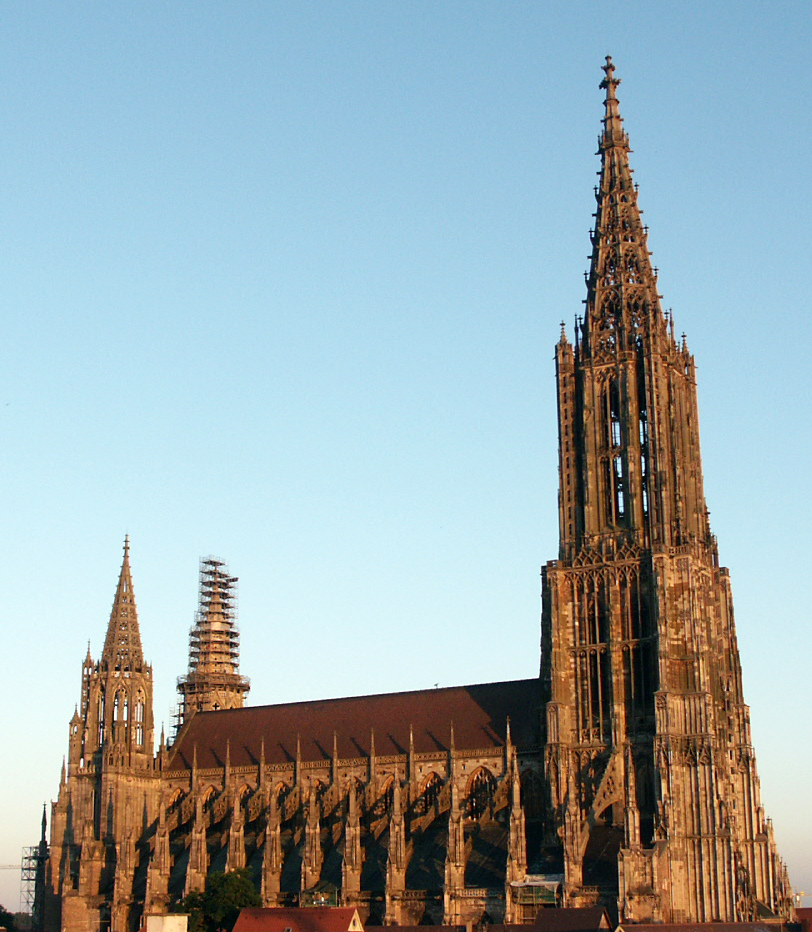
烏爾姆大教堂，是世界上最高的教堂

嚴格來說，福音的內容乃是：要從上帝獲得赦罪，人應當相信上帝的兒子 - 我們的主基督 - 曾親身擔負律法的咒詛，補贖償還我們一切的罪孽，以致唯獨藉基督我們再領受上帝恩典，藉信心獲得赦罪，脫離死亡及罪的一切刑罰而永享救恩。凡賜安慰和上帝慈悲及恩惠給違反律法者，可嚴格稱為福音，即佳美歡樂的信息：上帝不願意刑罰罪過，願因基督的緣故赦免罪。

### 聖禮
信義宗認為上帝藉「施恩的工具」給與罪人一切的屬靈福分，施恩具就是聖經裡的福音信息和兩種聖禮：洗禮和聖餐。路德教會認聖禮就是上帝的話語與外在媒介聯繫起來，藉此建立、加強信心，使領受的人罪得赦免。1530年《奧斯堡信條》第五條指出：
因為藉著道和聖禮，好比工具一樣，就有聖靈賜給人；祂隨時隨地照上帝所喜悅的，在聽福音之人的心裏生出信來；這信，就是說，上帝非因我們自己的功勞，乃因基督的緣故，稱那凡相信因基督的緣故得蒙恩寵的人為義。

#### 洗禮
路德教會認為聖靈藉洗禮這聖禮，向罪人賜下福音，給他們重生（提多書3:5）、除去他們一切的罪（使徒行傳2:38）。路德教會相信，當主耶穌應許「信而受洗的必然得救」（馬可福音16:16）的時候，已清楚地指出這是洗禮帶來的福分。路德會相信洗禮是耶穌為所有人設立的（馬太福音28:19），當中包括嬰孩（使徒行傳2:37-39）。教會認為嬰孩和成人都是生而有罪（約翰福音3:6），都需要重生，也都應該藉着洗禮得到信心（約翰福音3:5）。

#### 聖餐
路德宗教會相信所有參與聖餐的人在領受餅和酒時，同時領受主的真身體及真寶血–「基督在沒有改變的餅與酒之內，與餅和酒同在，在餅和酒之下」(in, with and under the bread and wine)（哥林多前書10:16）。路德教會堅信，當信徒領受主的真身體和真寶血時，他們也同時得到罪的赦免（馬太福音26:28），但未認罪的信徒、非信徒和拒絕承認基督真身體臨在於聖餐的人，若領受基督的身體和寶血，只會令他們被定罪：
無論何人，不按理吃主的餅、喝主的杯，就是干犯主的身、主的血了。人應當自己省察，然後吃這餅、喝這杯。因為人吃喝，若不分辨是主的身體，就是吃喝自己的罪了。
 — 《哥林多前書》第11章第27节至第29节参

### 預定論
信義宗教會強調，在創世之前，上帝已經揀選了誰人可「在適當的時候藉福音得救」，「並保守他們在信裏(Preservation of faith)直至得到永生（羅馬書8:29,30）」，但與歸正宗教會不同，信義宗教會並不認為上帝預選或揀選誰人受永遠懲罰（「預定受罰」），因為《聖經》亦清楚指出，上帝願意所有人得救（提摩太前書2:4；彼得後書3:9）

### 末世論
有別於很多新教宗派，信義宗並不認同「千禧論」，即一些聲稱耶穌基督會在地上統治一個有形國度的千禧年說法。路德教會認為「千禧論」，不論千禧年前論抑或千禧年後論，都沒有充分聖經根據，更認為這學說錯誤地引導信徒把期望建立在一個地上的政治國度之上。（約翰福音18:36）

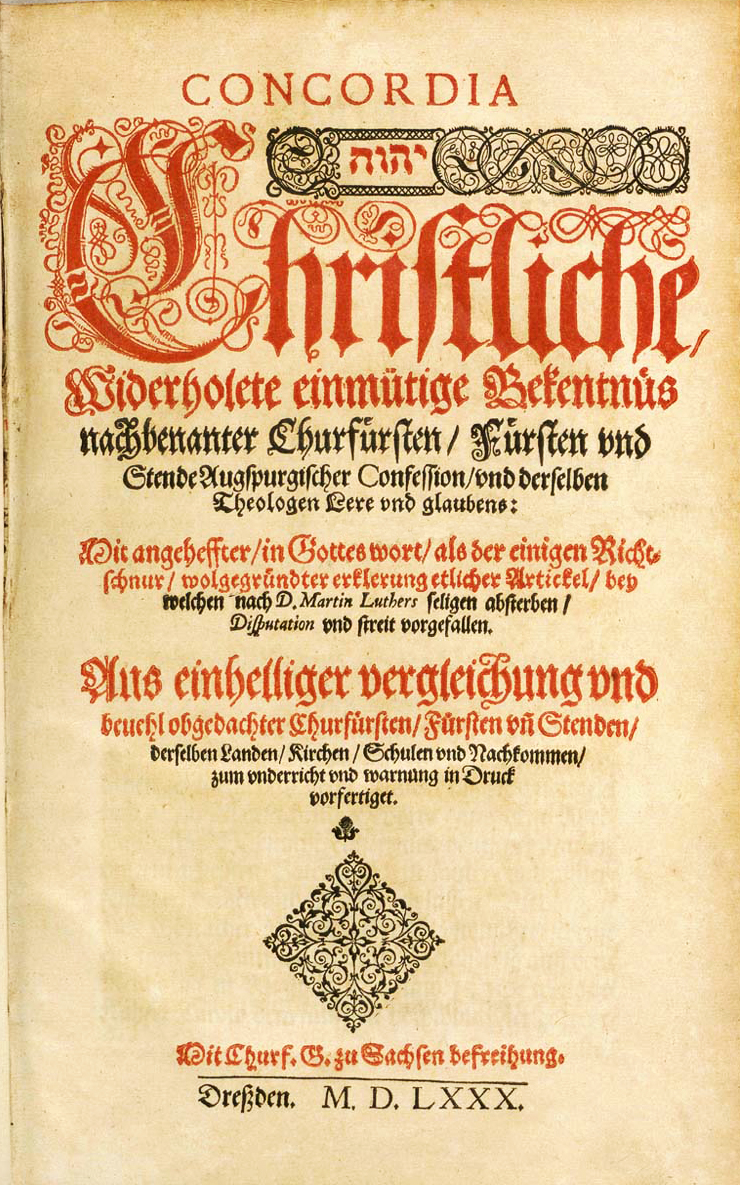
路德教會認信文獻《協同書》

### 《圣经》与教会认信《協同書》
路德改革運動中一條重要的標誌性教義主張是“唯獨聖經”。信義宗相信，《聖經》是傳道與授教的唯一準繩。信義宗也認為，《協同書》是對《聖經》的解釋說明。依照傳統，信義宗的牧師、教會和教徒均須學習《協和信條》，以理解上帝的話語。神學立場上比較保守的教會很多都自稱為“認信路德宗”。雖然路德教會普遍相信《聖經》確切無誤，但也有一些信義宗教會認為《聖經》固然為上帝的話語，但卻是出於人手的文獻，因此不免會有所弊漏。

### 普世理念
信義宗認為，基督教會應當合一，基督信仰也只有一個。這種觀點植根於信義宗的認信中，因此他們否認宗教改革運動是一場教會分裂運動。

### 政教分工
信義宗認為不僅教會，國家、政府，都是上帝所設。「凡掌權的都是上帝所命的」（羅馬書13:1）。认为基督徒因為良心的原故，要順服管轄他們的政府（羅馬書13:5），除非政府命令他們不順從上帝（使徒行傳5:29）。
同時，信義宗相信上帝給予教會及國家不同的責任。教會的責任是呼召罪人悔改，宣佈赦罪，和鼓勵信徒能過合乎上帝心意的生活; 國家的責任是：維持良好的秩序及和平，懲罰犯錯的人和安排一切社會大小事務（羅馬書13:3,4）讓一個國家的公民「可以敬虔端正，平安無事的度日」（提摩太前書2:2）

## 宗教理念的实践
信义宗强调礼拜仪式的重要性。音乐在传统礼仪中举足轻重。信义宗教会大都设有音乐部，包括唱诗班、手铃乐队、儿童唱诗班，建有钟塔的教堂甚至会组建钟乐队。著名音乐家就是虔诚的信义宗教徒，他的作品多为信义宗教会创作。
信义宗也很注重教育，教会中多设儿童部门。信义宗教徒建立了大量主日学、护士学校、小学、神學院和大学。牧师往往使用当地的日常用语。

### 慈善组织
信义宗相信好行为是信心的表现之一，因此教徒创办了很多慈善组织，遍及国际到地区层面。其中，世界信义宗救济会是全世界最大的慈善组织之一，该组织尤其致力于灾害救济。

## 教會組織

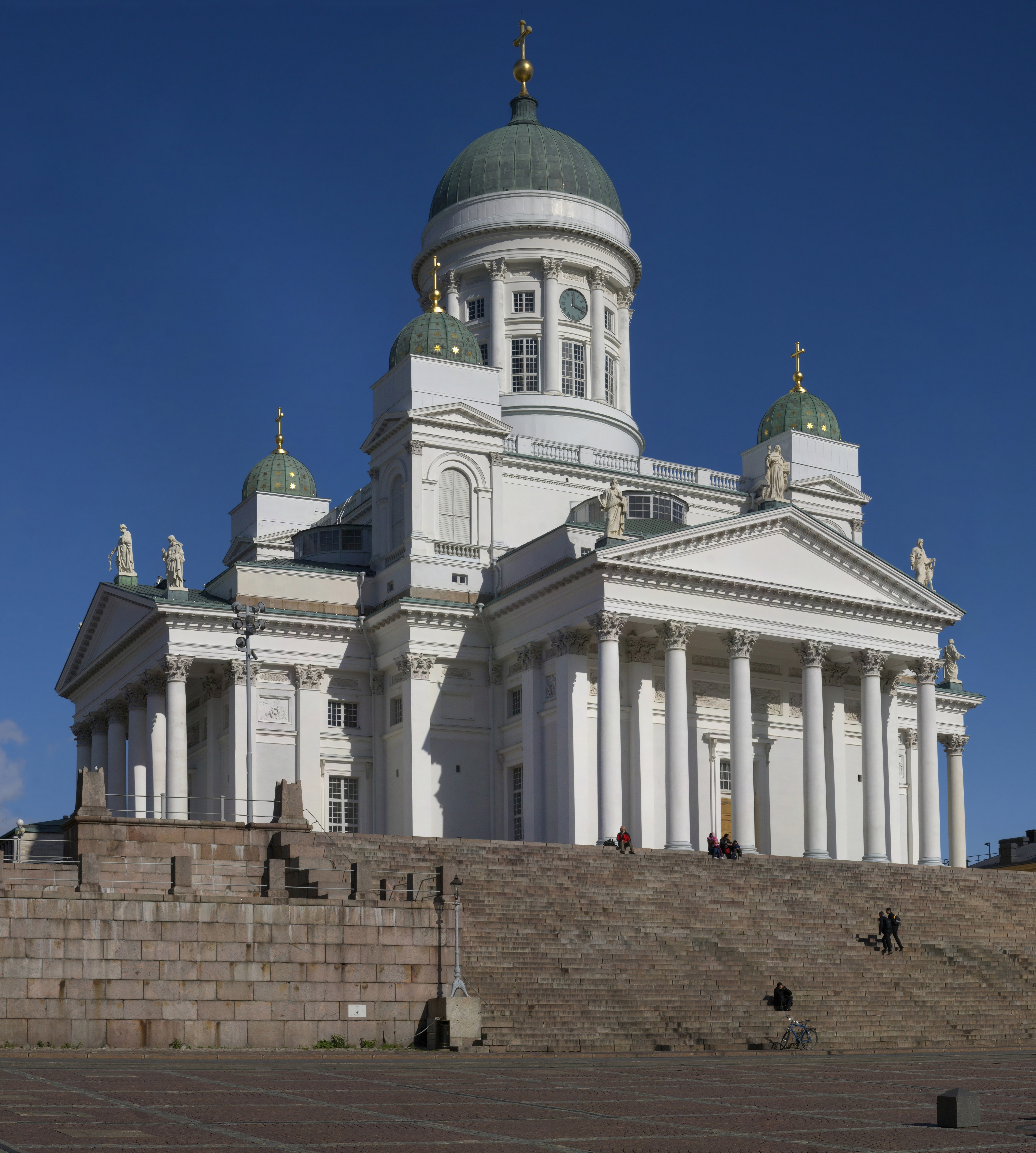
赫尔辛基主教座堂

世界上有很多信义宗教会，他們分別地加入不同的世界信义宗教會組織：
- 世界信義宗聯會（香港有4間，台灣有3間信义宗教会加入了此联会）[31]
- 国际路德会（香港和台灣各有1間信义宗教会加入了此議会）[32]
- 世界路德宗認信聯會（香港和台灣各有1間信义宗教会加入了此議会）[33]
- 世界信義宗救濟會（英语：Lutheran World Relief）

### 台灣信義宗教會
信義宗於1950年代在台宣教初期，即有四國（美國、挪威、丹麥、芬蘭）八差會一起合作。
多國差因政策等原因已不再教會裡，大多信義宗教會會各自獨立發展，漸漸形成新的總會。
目前在台灣的信義宗教會，共有六個總會如下︰
- 基督教台灣信義會：成立於1954年，在全台各縣市均有分堂。其母會為丹麥差會、挪威差會以及美國福音路德會。
- 中華基督教信義會（中國基督教信義會）：成立於西元1958年，先在桃竹苗地區，後向臺北都會區工作。由北美路德信友教會捐助成立。
- 臺灣中國基督教信義會：成立於1960年，在臺北都會區、宜蘭縣、桃園市工作。由挪威信義差會設立。
- 中華基督教福音信義會：成立於1973年，在中部地區（臺中市）工作。由挪威福音信義教會設立。
- 中華民國台灣基督教信義會：成立於1977年，先在屏東縣，後在高雄市、臺北都會區、新竹市工作。設有「沐恩之家」，從事福音戒毒；現由路加傳道會管理。由芬蘭差會（Finnish Evangelical Lutheran Mission）捐助成立。
- 中華福音道路德會：由美國密蘇里州路德會（Lutehran Church Missouri Synod；LCMS）之差會創建，自1951年開始工作起，即獨自發展。在嘉義縣成立的「協同中學」，為少數基督教中學之一。

## 教徒数目
全球信义宗教會約有8000萬至1億信徒。这里的统计，包括了所有名义上的信义宗教徒，他们不一定归属于某个具体的教会。信義宗現時是芬蘭、挪威、丹麥及冰島的國教。2000年之前，信義宗亦是瑞典的國教，但其後瑞典修法，取消了信義宗在瑞典的國教地位。

## 合一運動
世界信義宗聯會及天主教會自1965年成立了工作小組嘗試修補兩教派間的宗教裂痕及展開對話。及至1997年2月，世界信義宗聯會與天主教會發表《关于称义教义的联合声明》，惟雙方仍存在分歧，聲明亦未得到天主教教廷的認可。在1999年10月31日，雙方在德國奧格斯堡簽署文件確認《关于称义教义的联合声明》（Joint Declaration on the Doctrine of Justification）。循道宗亦肯定兩教會共同簽署的聯合聲明，於2006年7月23日於南韓首爾加入聯署有關聲明，並附上一份循道衛理宗教會對「稱義」的理解文件，兩份文件的中文譯本亦已於2014年5月24日於香港循道衛理聯合教會九龍堂，由三方教會簽署領袖確認。
至於另外兩大國際信義宗合一組織，包括國際路德會與世界路德宗認信聯會，則對《因信稱義聯合聲明》普遍持否定態度，認為簽署雙方在信仰最核心的「救恩」問題上，依然各說各話。。